# Фюрстенек
Фюрстенек (нем. Fürsteneck) — община в Германии, в Республике Бавария.
Община расположена в правительственном округе Нижняя Бавария в районе Фрайунг-Графенау. Население составляет 866 человек (на 30 сентября 2019 года). Занимает площадь 10,42 км².